# O Surdo
O Surdo é um samba composto pelos músicos brasileiros Totonho e Paulinho Resende, em 1975. Cauby Peixoto interpretou a canção, que acabou ficando mais conhecida na voz da cantora Alcione, e junto com Não Deixe o Samba Morrer, lhe valeu um Disco de Ouro. Na canção, o sambista utiliza-se do recurso da personificação, dirigindo-se ao seu surdo e fazendo uma analogia entre o compasso do instrumento e as batidas de seu coração.